# Nesterov (città)
Nesterov (in russo Нестеров?; in tedesco: Stallupönen, dal 1938 al 1945 Ebenrode; in lituano: Stalupėnai o Nesterovas; in polacco: Niestierow o Stołupiany) è una città della Russia, capoluogo del Nesterovskij rajon nell'oblast' di Kaliningrad.
Storicamente appartenuta alla Germania, fu nota fino al 1938 con il nome di Stallupönen. In quella data prese il nome di Ebenrode, mantenuto fino all'annessione all'Unione Sovietica (1945).
Il nome attuale le fu dato in onore di Stepan Kuz'mič Nesterov.